# ريتشارد وليمسون (كاهن كاثوليكي)
ريتشارد وليمسون (بالإنجليزية: Richard Williamson)‏ (8 مارس 1940 - 29 يناير 2025).هو أسقف كاثوليكي إنجليزي، وعرف بإنكاره للهولوكوست عارض التغييرات في الكنيسة التي أحدثها المجمع الفاتيكاني الثاني.
بث التلفزيون السويدي مقابلة مسجلة في وقت سابق في معهد جمعية القديس بيوس العاشر في زيتسكوفن، بافاريا. وخلال المقابلة أعرب ويليامسون عن اعتقاده بأنه لم يقتل أكثر من 200000 إلى 300000 يهودي خلال الهولوكوست وأن ألمانيا النازية لم تستخدم غرف الغاز. وبناءً على هذه التصريحات، اتُهم وأُدين بإنكار الهولوكوست من قبل محكمة مقاطعة ريغنسبورغ بألمانيا. وأعلن الكرسي الرسولي أن البابا بنديكت لم يكن على علم بآراء ويليامسون عندما رفع الحرمان الكنسي عن الأساقفة الأربعة. وقال إن ويليامسون سيظل معلقًا عن مهامه الأسقفية حتى ينأى بنفسه بشكل لا لبس فيه وعلني عن هذا الموقف المعلن بشأن الهولوكوست. في عام 2010 أدين ويليامسون بالتحريض في محكمة ألمانية فيما يتعلق بتلك الآراء؛ وقد أُلغيت الإدانة لاحقًا عند الاستئناف. وأُدين مرة أخرى بهذه التهمة في إعادة المحاكمة في أوائل عام 2013. واستأنف ويليامسون الحكم مرة أخرى، لكن استئنافه رُفض.

## نشأته
وُلِد ريتشارد ويليامسون في 8 مارس 1940 في باكينغهامشير في المملكة المتحدة. كان ثاني مولود بين ثلاثة أبناء لجون بلاكبيرن ويليامسون، وهيلين نيلسون، وهي أم من أصل أمريكي ولدت في باريس. التحق بمدرسة داونسند في ساري قبل أن يحصل على منحة دراسية في كلية وينشستر . ثم درس في كلية كلير، كامبريدج ، وتخرج عام 1961 بدرجة في الأدب الإنجليزي. عمل بعد تخرجه كصحفي في ويلز، ثم عاد للتدريس في مدرسته القديمة، داونسند في عام 1963. ثم ذهب بعد ذلك إلى غانا، حيث قام بالتدريس أيضًا. عندما عاد إلى إنجلترا في عام 1965، قام ويليامسون بالتدريس في مدرسة سانت بول في لندن. 